# 글리코실아민

알데하이드로부터 유도된 고리형 헤미아미날 에터 결합

글리코실아민(영어: glycosylamine)은 아미노기(-NR2)에 부착된 글리코실기로 구성된 생화학 화합물의 한 종류이다. 글리코실아민은 글리코사이드의 한 종류이기 때문에 N-글리코사이드라고도 알려져 있다. 글리코실기는 탄수화물로부터 유도될 수 있다. 글리코실기와 아미노기는 β-N-글리코사이드 결합으로 연결되어 고리형 헤미아미날 에터 결합(α-아미노에터)를 형성한다.
글리코실아민의 예로는 아데노신과 같은 뉴클레오사이드가 있다.
|  |

## 같이 보기
- 뉴클레오사이드